# Busktrampört
Busktrampört (Polygonum bellardii) är en slideväxtart som beskrevs av Carlo Allioni. Busktrampört ingår i släktet trampörter, och familjen slideväxter. Arten förekommer tillfälligt i Sverige, men reproducerar sig inte. Utöver nominatformen finns också underarten P. b. densa.